# Mark Kermode
Mark James Patrick Kermode (Barnet, Hertfordshire, 2 de julio de 1963) es un escritor, crítico cinematográfico y músico británico.

## Carrera
Kermode obtuvo reconocimiento por su trabajo en medios escritos como The Observer y Sight & Sound. Ha presentado programas de televisión y radio, entre los que destacan Mark Kermode's Secrets of Cinema, Kermode and Mayo's Film Review y The Culture Show, todos para la BBC. Kermode es miembro de la Academia Británica de las Artes Cinematográficas y de la Televisión y es uno de los fundadores de la banda de skiffle The Dodge Brothers, donde toca el contrabajo. Como autor, ha escrito algunos libros de crítica cinematográfica sobre clásicos del séptimo arte como The Shawshank Redemption y El exorcista.

## Obra
- The Exorcist (1998)
- The Shawshank Redemption (2003)
- It's Only a Movie (2010)
- The Good, The Bad and The Multiplex: What's Wrong With Modern Movies? (2011)
- Hatchet Job: Love Movies, Hate Critics (2013)
- Silent Running (2014)
- The Movie Doctors (2015)
- How Does It Feel?: A Life of Musical Misadventures (2018)
- Kermode on Film (2018)[4]